# Франк Сурдез
Франк Вілліан Сурдез (фр. Franck William Surdez, нар. 5 травня 2002, Невшатель, Швейцарія) — швейцарський футболіст камерунського походження, вінгер бельгійського клубу «Гент».

## Ігрова кар'єра

### Клубна
Франк Сурдез є вихованцем клубу «Ксамакс» зі свого рідного міста Невшатель. До молодіжного складу Сурдез приєднався у 2011 році і пройшов через всі вікові категорії команд. У 2020 році футболіст дебютував у першій команді «Ксамакса» в другому дивізіоні. В березні 2021 року Сурдез підписав з клубом перший професійний контракт до 2023 року з опцією продовження угоди ще на один рік. В лютому 2023 року контракт було продовжено до 2025 року. В січні 2024 року Сурдез був номінований на кращого гравця швейцарської Челендж - ліги.
В січні 2024 року Сурдез перейшов до бельгійського «Гента», з яким підписав контракт до 2027 року.

### Збірна
У 2023 році Франк Сурдез дебютував у складі молодіжної збірної Швейцарії.